# خور (كرج)
خور هي قرية في مقاطعة كرج، إيران. عدد سكان هذه القرية هو 110 في سنة 2006.